# مجلة سن اليأس
مجلة سن اليأس هي مجلة طبية مراجعة كل شهرين الأقران التي تغطي جميع جوانب الشيخوخة لدى النساء، وخاصة خلال انقطاع الطمث. كجريدة رسمية لجمعية سن اليأس الدولية.
تم تأسيس مجلة سن اليأس في عام 1998م. وفقًا لتقرير جريدة سيتاشن، فإن المجلة لها عامل تأثير عام 2014م هو 2.264. رؤساء التحرير هم آنا فينتون (مستشفى كريست تشيرش للنساء) ونيك باناي (الملكة شارلوت) ومستشفى تشيلسي.